# Sockel 423
Sockel 423 ist der erste CPU-Sockel für den Intel Pentium-4-Prozessor. Da dieser Sockel aufgrund seines elektrischen Designs nur Taktfrequenzen bis 2 GHz zuließ und Intel die dafür nötigen Prozessoren nur von November 2000 bis August 2001 erzeugte, wurde er relativ schnell durch den Sockel 478 ersetzt.
Mit dem Sockel 423 wurde für den Prozessorbus erstmals von Intel das Quad-Data-Rate-Verfahren verwendet, bei dem pro Taktzyklus vier Datenwörter übertragen wurden. Dies führte zu der Bezeichnung „FSB 400“ bei 100 MHz Bustakt und zur Marketingbezeichnung Quadpumped.